# JRAブリーズアップセール
JRAブリーズアップセール（JRA育成馬調教セール）とは、日本中央競馬会（JRA）が主催する競走馬のセリである。

## 概要
2004年まで、JRAが日本全国各地で開催されている競走馬のセリで購入し、日高育成牧場と宮崎育成牧場で調教訓練や強い馬作りのための生産・育成の研究をテーマとした馬は「抽せん馬」とされ、訓練後購入を希望する馬主にはウェーバー方式により競走馬を販売する仕組みがとられたが、総務省が馬主に均等に馬を購入できるように勧告したため、抽選販売を取りやめた代わりとして、2005年から一般の競り市に倣った方式の当大会が企画された。

このセリでは、時計の速さよりも訓練においての馬の走法や競走馬の完成度などの日ごろの成果を購買を希望する馬主に発表しながら販売するという仕組みが取られ、毎年4月下旬に中山競馬場（2007年のみ阪神競馬場）で開催している。2009年以後は各地の当歳、ないしは1歳市場で競り落としたJRA育成馬とは別に、育成牧場で生産・育成・研究された「JRAホームブレッド」（現在は日高のみで実施）もセリの対象に加えられた。なおセリに参加できるのはJRAの馬主登録をした人に限られる。
2020年はコロナ2019の拡大を防止する観点から、中山競馬場における騎乗供覧およびセリ開催が取りやめとなり、メールによる入札方式に変更される。
2021年からは、会場内での通常形式のせりと、オンラインビット（当日遠方などで会場に来れない馬主などに、インターネットオークション形式でセリに参加してもらう方式）の「ハイブリッド方式」によるセリが行われている。

なお、このセールに出場する予定馬で、直前に怪我などの理由で当セールを欠場した馬や、主取りなどの取引不成立で未売却となった馬を対象として、後日「JRAコンソレーションセール」が開催されることがある。また、全国各地での2歳馬のセリに再出品される場合もあり、もし当初の開催予定日よりも前に行われるセリでコンソレーションセールに上場予定だったすべての馬が落札された場合、コンソレーションセールは中止となる。
2011年以後、2022年（令和4年）まで欠場馬を除く出品馬全頭が落札される好成績を残してきたが、2023年（令和5年）の当セールで、13年ぶりに落札されない馬が1頭出た。同馬は欠場馬4頭と共に前述の通り後日、別のセリにかけられる予定である。

## セール出身の主な活躍馬
- ダイワパッション（2005年フェアリーステークス、2006年フィリーズレビュー）
- セイウンワンダー（2008年新潟2歳ステークス、朝日杯フューチュリティステークス、2010年エプソムカップ）
- エイシンオスマン（2011年ニュージーランドトロフィー）
- モンストール（2011年新潟2歳ステークス）
- サウンドリアーナ（2012年ファンタジーステークス）
- クリスマス（2013年函館2歳ステークス）
- フクノドリーム（2013年エーデルワイス賞）
- メイショウスザンナ（2015年クイーンステークス）
- ダンツミュータント（2015年京都ジャンプステークス）
- マイブルーヘブン（2019年新潟ジャンプステークス）
- エイティーンガール（2020年キーンランドカップ、2021年京阪杯）
- ヨカヨカ（2021年北九州記念、フィリーズレビュー2着）
- ヒロシゲゴールド（2021年北海道スプリントカップ）
- リバーラ（2022年ファンタジーステークス）